# Bréville
Bréville é uma comuna francesa na região administrativa da Normandia, no departamento Calvados. Estende-se por uma área de 4,77 km². Em 2010 a comuna tinha 662 habitantes (densidade: 138,8 hab./km²).